# Максвелл Давенпорт Тейлор
Те́йлор Ма́ксвелл Да́венпорт (англ. Maxwell Davenport Taylor; 26 серпня 1901, Кітсвілл, Міссурі — 19 квітня 1987, Вашингтон) — американський воєначальник, генерал Збройних сил США (1951), Голова Об'єднаного комітету начальників штабів (1962—1964), начальник штабу Армії США (1955—1959), командир 101-ї повітрянодесантної дивізії під час Другої світової війни.

## Біографія

### Служба в армії
Тейлор народився в Кітсвіллі, штат Міссурі. В 1922 він закінчив Військову академію США.

### Друга світова війна
Підйом Тейлора у вищі ешелони влади американського уряду нерозривно пов'язане з ім'ям його командира генерала Метью Ріджвея, який командував 82-ю повітрянодесантною дивізією за часів Другої світової війни.
У 1943 видатні дипломатичні та мовні уміння Тейлора сприяли вибору командування США у призначенні його для виконання секретній місії в Римі з метою координації висадки повітряного десанту союзників з діями італійських військ, які планували сприяти американцям. Пізніше генерал Ейзенхауер високо оцінював ризик, з яким Тейлор зіткнувся виконуючи це складне й дуже відповідальне завдання. Тейлор вимушений був виконувати своє завдання за кількасот миль від лінії фронту й за умовами домовленості з італійцями під час переговорів носити лише військову форму армії США, тому можливо себе уявити ступінь ризику, у тому випадку, якщо він потрапив би в руки італійських фашистів або німецьких нацистів. Він таємно зустрічався з прем'єр-міністром Італії маршалом П'єтро Бадольйо.
Угода проміж італійським урядом та американцями була досягнута, коли заплановане десантування повітрянодесантних військ союзників з метою захоплення столиці країни було скасоване лише за кілька хвилин до початку військової операції. Тейлор зміг вчасно дізнатися, що німці зайняли запланований до висадки десанту район. Армада військово-транспортних літаків вже була в повітрі, коли Тейлор зміг передати сигнал про негайне анулювання висадки, попередивши самовбивчу операцію. Мужність та рішучість, які Тейлор проявив під час такої складної розвідувальної операції була дуже високо оцінена на найвищому рівні командування союзників.
Після кампанії в Середземному морі, Тейлор призначається командиром 101-ї повітрянодесантної дивізії, яка проходила підготовку до висадки у Франції, після того, як її перший командир генерал-майор Вільям Лі постраждав від серцевого нападу.
6 червня 1944 Тейлор на чолі своєї дивізії здійснює стрибок в тил німецьких військ у Нормандії в ході операції «Оверлорд». Він став першим генералом союзних військ, хто висадився на землю Франції у Д-день. До кінця війни у Європі генерал очолював 101-шу повітрянодесантну дивізію й брав участь у всіх головних подіях та незгодах з'єднання, за винятком битви при Бастоні, під час оборонних битв у ході Арденнської операції взимку 1944, коли він на той час був викликаний у Сполучені Штати.
Начальник артилерії дивізії, бригадний генерал Ентоні МакОуліф виконував обов'язки командира під час його відсутності в ході запеклих оборонних боїв. Пізніше деякі з десантників обурювалися за це на Тейлора, на що він відверто відповідав, що битва у Басто
ні була зірковим часом його дивізії, але на жаль він чесно вважає, що його відсутність була одним з найбільших розчарувань в його офіцерській кар'єрі за часи Другій світовій війни.

### Після Другої світової війни
Після завершення Другої світової війни Тейлор з 1945 по 1949 був суперінтендантом (начальником) Військової академії США (Вест-Пойнта).
З 1949 до 1951 він призначається командиром союзних військ в Берліні.
У 1953 Тейлор бере участь у Корейській війні.
З 1955 до 1959 він був призначений начальником штабу Армії, змінивши на цієї посади свого наставника — генерала Метью Ріджвея.
1957 Ейзенхауер віддав наказ на розгортання 1000 десантників 101-ї повітрянодесантної дивізії в Літл-Рок, Арканзас для підтримки громадського порядку під час кризи в Літл-Рок.
Будучи начальником штабу армії, Тейлор висловлював різку критику в адрес адміністрації Президента Ейзенхауера з приводу запровадженого його командою політичного курсу під назвою «Новий Погляд», виказуючи занепокоєння з приводу переважаючих поглядів Президента та його послідовниками на роль та місце ядерної зброї в системі світової безпеки й повним ігноруванням розвитку звичайних сил оборони; він також критикував невідповідність вимогам існуючу систему Об'єднаного комітету начальників штабів. Розчарований повною байдужістю до його аргументів, генерал Тейлор у липні 1959 пішов у відставку з дійсної служби.

### Повернення
Демократична партія Джона Кеннеді, почавши передвиборну президентську кампанію в 1960 у Білий дім, розгорнула різку критику кабінету Ейзенхауера, що перегукувалася з поглядами Тейлора на принципи ведення оборонної політики. Після провалу спроби вторгнення на Кубу в затоці Свиней у квітні 1961, Кеннеді, не довіряючи достовірності інформації, що йому надавав Об'єднаний комітет начальників штабів США, призначає Тейлора головою комісії з проведення розслідування причин провалу операції.
Родина Кеннеді, як Президент США Джон Кеннеді, так і його рідний брат Роберт Кеннеді, у той час Верховний прокурор США, ставилися до Тейлора із величезною повагою, вважаючи його за людину неперевершеної чесності, відкритості, інтелекту й дипломатичного таланту. У ході розслідування причин провалу вторгнення на Кубу, між Тейлором і Робертом Кеннеді встановилися міцні дружні стосунки, що тривали до самого вбивства молодшого Кеннеді в 1968.
Тейлор завжди дуже високо відзивався про брата Президента: «Він завжди ставав непохитним у ситуаціях, коли зіштовхувався зі спробами обману, був нетерпимим до всякого роду ухиленням і неточностям, був несхибним у самому прагненні добитися правди за будь-яку ціну». На честь прославленого генерала Роберт Кеннеді назвав одного зі своїх синів — Метью Максвелл Тейлор Кеннеді (відомий нині більше під ім'ям Макс).
Незабаром після завершення розслідування, завдяки сталим теплим відносинам із родиною Кеннеді й відсутності довіри з боку Президента Об'єднаному Комітетові Начальників штабів, Тейлор був покликаний на дійсну службу й призначений на новостворений пост — особистого воєнного представника Президента. Близькі особисті відносини із Президентом сприяли йому врешті-решт стати основним військовим радником. 1 жовтня 1962, перериваючи складну ситуацію, що створилася, Джон Кеннеді призначив Тейлора Головою Об'єднаного Комітету Начальників штабів США; на цьому посту він пробув до 1964 року.

### Війна у В'єтнамі
У перші тижні й місяці В'єтнамської війни Тейлор відразу ж стає ключовою фігурою. Попри те, що Президент Кеннеді спочатку вказував Тейлору, що питання незалежності Південного В'єтнаму повністю лежить у руках його уряду й жителів цієї країни, через якийсь час йому було порекомендовано підготувати й направити туди додаткові 8000 військовослужбовців Збройних сил США. На ґрунті виниклих розбіжностей Тейлор був змушений незабаром піти з військової служби.

### Друге звільнення
Після звільнення з військової служби Тейлор став послом у Південному В'єтнамі; перебував у посаді з 1964 по 1965.
Генерал Маквелл Д. Тейлор помер 19 квітня 1987 і похований на Арлінгтонському національному цвинтарі.